# Epallia
Epallia is een geslacht van rechtvleugeligen uit de familie veldsprinkhanen (Acrididae). De wetenschappelijke naam van dit geslacht is voor het eerst geldig gepubliceerd in 1921 door Sjöstedt.

## Soorten
Het geslacht Epallia omvat de volgende soorten:
- Epallia exigua Sjöstedt, 1931
- Epallia plana Stål, 1878